# Bretons (magazine)
 (octobre 2023).
Pour les articles homonymes, voir Breton (homonymie).
Bretons est un magazine mensuel créé en juillet 2005. Bretons édité depuis Vannes dans le Morbihan est un magazine de société et de culture qui met en avant des hommes et des femmes de divers domaines. Les différents portraits et dossiers de ce mensuel rendent compte des Bretons et de l'activité culturelle et économique de la région. La diffusion dans les cinq départements de Bretagne et dans des grandes villes de France est assurée par Ouest-France, qui par ailleurs détient 30 % du magazine.

## Ligne éditoriale
Bretons s'intéresse à des personnalités bretonnes de naissance ou de cœur. Ainsi Bretons met en avant des hommes et des femmes qui comptent partout au niveau national, régional ou local.
Quelques portraits traités depuis sa création : Christophe Miossec, Patrick Le Lay, Floc'h, Olivier de Kersauson, Denez Prigent, Étienne Daho, Jean-Yves Lafesse, Patrick Poivre d'Arvor, Yelle, Loïck Peyron, Jean Rochefort, Vincent Bolloré, Olivier Roellinger, Paul Le Guen, Jane Birkin, Morvan Lebesque, Stéphane Pajot, Pierre-Jakez Helias, Christian Troadec, Christian Gourcuff, Albert Dupontel, François Goulard[source secondaire souhaitée], ou Jean-Marie Le Pen,...
La couverture de chaque numéro propose un portrait en noir et blanc[source secondaire souhaitée] (couleurs du drapeau breton). Le magazine fait une grande part au reportage photographique[source secondaire souhaitée] dans les 68 pages de chaque numéro. Les portraits du principal photographe du magazine, Emmanuel Pain, participent grandement de l'identité visuelle du magazine[source secondaire souhaitée].
Le numéro de février 2013 a été censuré par Ouest-France (qui possède 30 % du magazine). Ayant effectué un sondage et titrant: « Un résultat surprenant : 18 % des Bretons pour l’indépendance ! », il a dû modifier sa couverture et la remplacer par « 69 % des Bretons ignorent leur histoire ».

## L'affaire du «détail» bis
La rédaction de Bretons a rencontré Jean-Marie Le Pen le 4 avril 2008 pour une interview dont le thème était « Jean-Marie Le Pen et la Bretagne ». Celle-ci a été publiée dans le no 32, le 25 avril. Sortant lui-même de la thématique de l'interview, le leader du Front national a dérivé sur le thème des chambres à gaz et de ses déclarations passées qui furent condamnées par la justice. Il a une nouvelle fois affirmé que les « chambres à gaz sont un détail de l'histoire la Seconde Guerre mondiale » et tenu des propos mettant en doute, au minimum, l'importance du nombre de personnes mortes dans les camps d'extermination. Il déclare : « Je ne me sens pas obligé d'adhérer à cette vision-là. Je constate qu'à Auschwitz il y avait l'usine IG Farben, qu'il y avait 80 000 ouvriers qui y travaillaient. À ma connaissance ceux-là n'ont pas été gazés en tout cas. Ni brûlés ». La presse nationale, a relayé le tollé général de ces propos au sein des partis politiques et des associations.

## Diffusion
Le magazine est disponible à la vente sur les cinq départements bretons, à Paris et sur quelques points de vente de la région parisienne ainsi que sur abonnement. Son tirage serait de 40 000 exemplaires pour le mensuel et de 50 000 exemplaires pour les hors-série.

## Récompense
Bretons a été distingué par le SPMI (Syndicat de la Presse magazine et d'information) en étant élu comme le « deuxième meilleur lancement 2005 », battu en finale par Closer.